# Дунама VI
Дунама VI (*д/н — 1563) — 22-й маї (володар) і султан Борну в 1546—1563 або 1562—1563 роках.

## Життєпис
Походив з Другої династії Сейфуа. Ймовірно син маї Алі I. Втім висувається гипотеза, що був його лише родичем. Втім це твердження можливо встановилося за наступних маї, які належали до суперників Дунами. Тому вигідно було заперечувати його права на трон. 
Посів трон за різними відомостями 1546 або 1562 року, оскільки існують суперечності хто саме панував 1 рік: Алі I або Дунама VI. В цей час відбувається ослаблення Борну, внаслідок поразки від хауської держави Кеббі. Водночас проти нового правителя почалися повстання знаті. Натомість сам маї наказав стратити усіх своїх братів, щоб не було претендентів на трон. Усім цим скористалися сусіди-кочівники, насамперед туареги й тубу, що стали плюндрувати північні області держави. 
Помер Дунама VI 1563 року. Трон отримав його син Абдаллах III.